# Vespa
Vespa – rodzaj owadów z rodziny osowatych (Vespidae), obejmujący największych przedstawicieli rodziny – dorastają do 45 mm długości. Osy z tego rodzaju żywią się pszczołami, ćmami i innymi dużymi owadami.

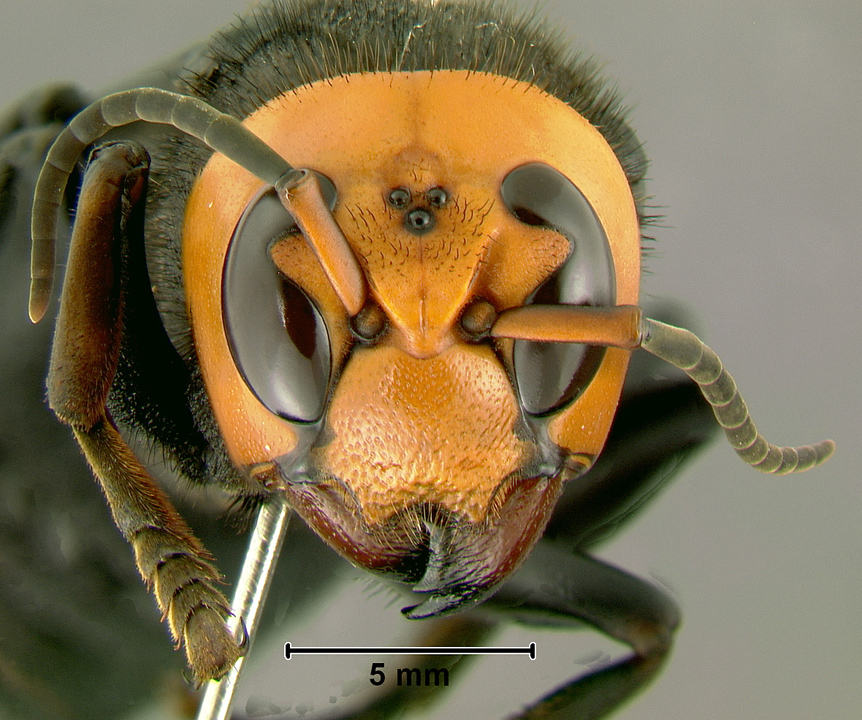
Odległość od ocelli (3 małe plamki pomiędzy oczami) do oka złożonego jest mniejsza niż do potylicy

## Diagnoza
Od pozostałych rodzajów osowatych odróżnia je długie ciemię oraz rozmieszczenie oczu – odległość między tylnym ocelli i potylicą jest większa niż odległość między tylnym ocelli i okiem.

## Klasyfikacja
Rodzaj został ustanowiony w 1758 roku przez Linneusza, który zaliczył do niego 17 gatunków. Nie określił jednak gatunku typowego. W wyniku wielu dyskusji pomiędzy entomologami za typ nomenklatoryczny przyjęto Vespa crabro, zaproponowany przez Latreille’a w 1810 roku.

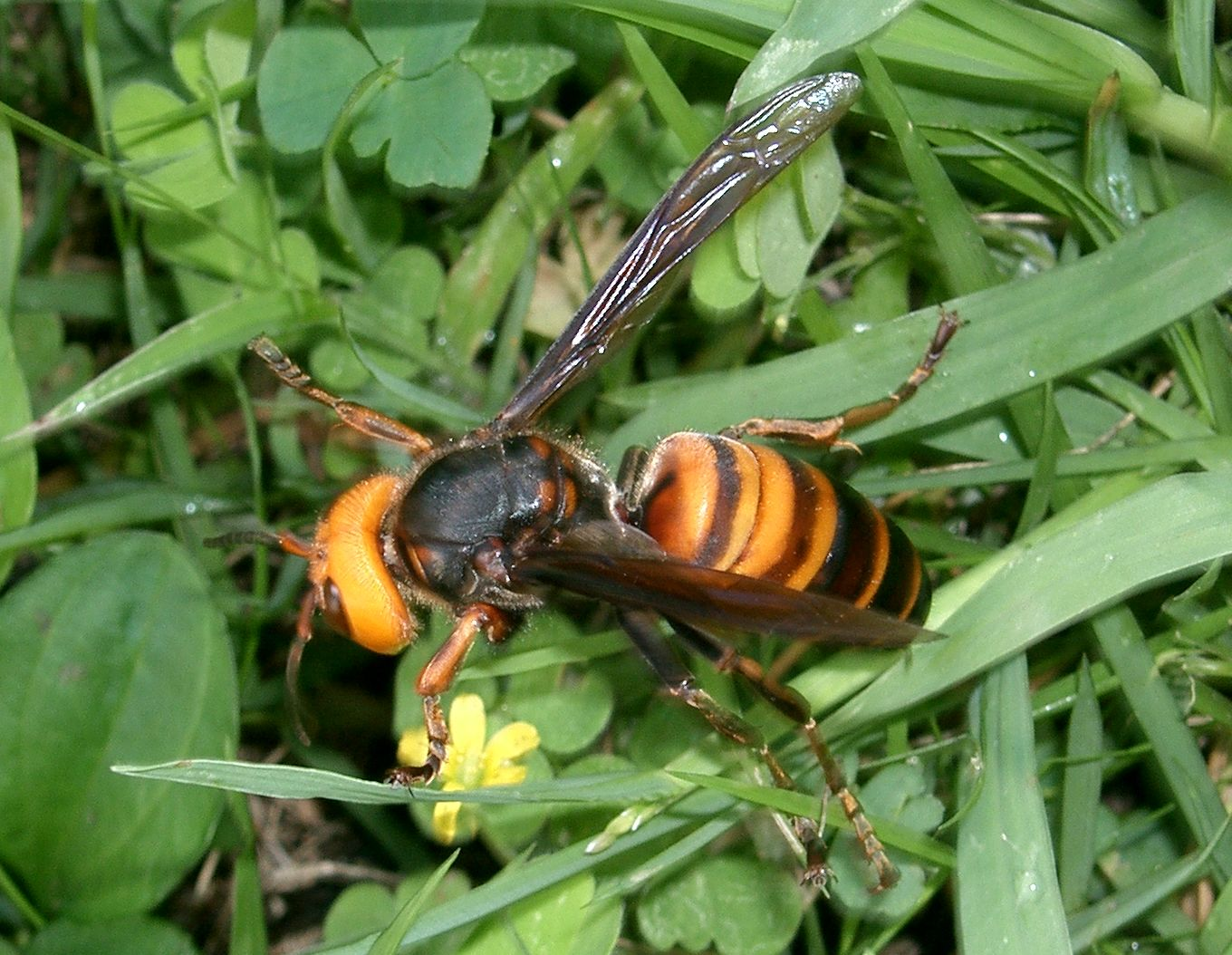
Szerszeń azjatycki (Vespa mandarinia)

W obrębie Vespa wyróżniano liczne gatunki i podgatunki. Większość z opisanych taksonów została uznana za synonimy. Za poprawnie opisane gatunki przyjmowane są współcześnie żyjące:
- Vespa affinis
- Vespa analis
- Vespa basalis
- Vespa bellicosa
- Vespa bicolor
- Vespa binghami
- Vespa crabro – szerszeń europejski
- Vespa ducalis
- Vespa dybowskii
- Vespa fervida
- Vespa fumida
- Vespa luctuosa
- Vespa mandarinia – szerszeń azjatycki
- Vespa mocsaryana
- Vespa multimaculata
- Vespa orientalis – szerszeń wschodni
- Vespa philippinensis
- Vespa simillima
- Vespa soror
- Vespa tropica
- Vespa velutina
- Vespa vivax

oraz wymarłe:
- Vespa bilineata
- Vespa cordifera
- Vespa crabroniformis
- Vespa nigra

## Gatunki groźne dla człowieka
- szerszeń azjatycki (Vespa mandarinia)
  - Vespa mandarinia japonica – największa osa i zarazem najbardziej jadowity owad na świecie (w przeliczeniu na żądło)[4].
- Vespa luctuosa – ma najbardziej zabójczy jad ze wszystkich os (w przeliczeniu na objętość)[4].
- Vespa velutina – niezbyt duży, lecz dość agresywny gatunek